# Кетлин, Дон
Дон Ке́тлин (англ. Don H. Catlin; род. 4 июня 1938) — врач, профессор фармакологии, с 1982 по 2007 год — директор допинг-лаборатории Олимпийского комитета США при Калифорнийском университете Лос-Анджелеса (UCLA), член Медицинской комиссии МОК (1984—1999)].
Кетлин руководил исследованиями, которые помогли осуществить самый крупный в истории спорта прорыв в борьбе с использованием допинга. Под его руководством группе учёных-медиков удалось разработать методы по выявлению в моче спортсменов двух запрещённых препаратов, дарбепоэтина (NESP) и тетрагидрогестринона (THG), которые прежде не удавалось обнаружить с помощью существующих допинг-тестов.